# 2023년 튀르키예-시리아 지진
2023년 튀르키예-시리아 지진은 2023년 2월 6일 튀르키예 중부와 남부를 강타한 지진이다. 오전 1시 17분경(UTC) 튀르키예 가지안테프주 가지안테프 남쪽에서 모멘트 규모 7.8, 수정 메르칼리 진도 계급 XII의 지진이 첫 번째로 발생하였다. 이는 1939년 에르진잔 지진 이후 튀르키예에서 일어난 최대 규모의 지진이다. 첫 지진 후 다수의 여진이 발생하였으며 개중 가장 강력한 것은 모멘트 규모 6.7을 기록했다. 첫 지진에서 9시간이 지난 10시 24분경(UTC) 본진 인근의 다른 단층에서 유발지진인 규모 M7.5의 두 번째 지진이 발생했다.
이 지진으로 최소 170,000명의 사상자가 발생하였으며, 튀르키예와 시리아 지역에서 큰 피해가 발생하였다. 1999년 이즈미트 지진 후 튀르키예에서 사망자가 가장 많은 지진으로 기록되었다. 역사지진까지 따질 경우 약 25만 명이 사망한 526년 안티오케이아 지진 이후 아나톨리아에서, 최대 6만 명이 사망한 1822년 알레포 지진 이후 시리아에서 사망자가 가장 많다. 2010년 아이티 지진 이래 전 세계에서 사망자가 제일 많은 지진이며, 21세기에 발생한 지진 중 사망자가 5번째로 많다.
본진 이후에도 2,100회가 넘는 여진이 닥쳤다. 2023년 2월 21일 기준 터키에서 42,300명 이상, 시리아에서 6,600명 이상 등 총 48,900명이 넘는 사망자가 발생했다. 겨울철에 닥치는 대형 폭풍이 구조 활동을 방해하고 있고 폐허에 눈이 쌓이며 기온을 급격하게 떨어뜨렸다. 지진 직후 피해 지역 곳곳이 영하로 내려가 생존자, 특히 잔해 속에 갇힌 사람들이 저체온증의 위협에 시달리고 있다. 총체적으로 지진으로 발생한 재산 피해액은 총 미화 841억 달러로 추정되며 기록 사상 4번째로 재산 피해가 큰 지진이다. 튀르키예 현대사에서 가장 사망자가 많은 자연재해기도 하다.

## 배경

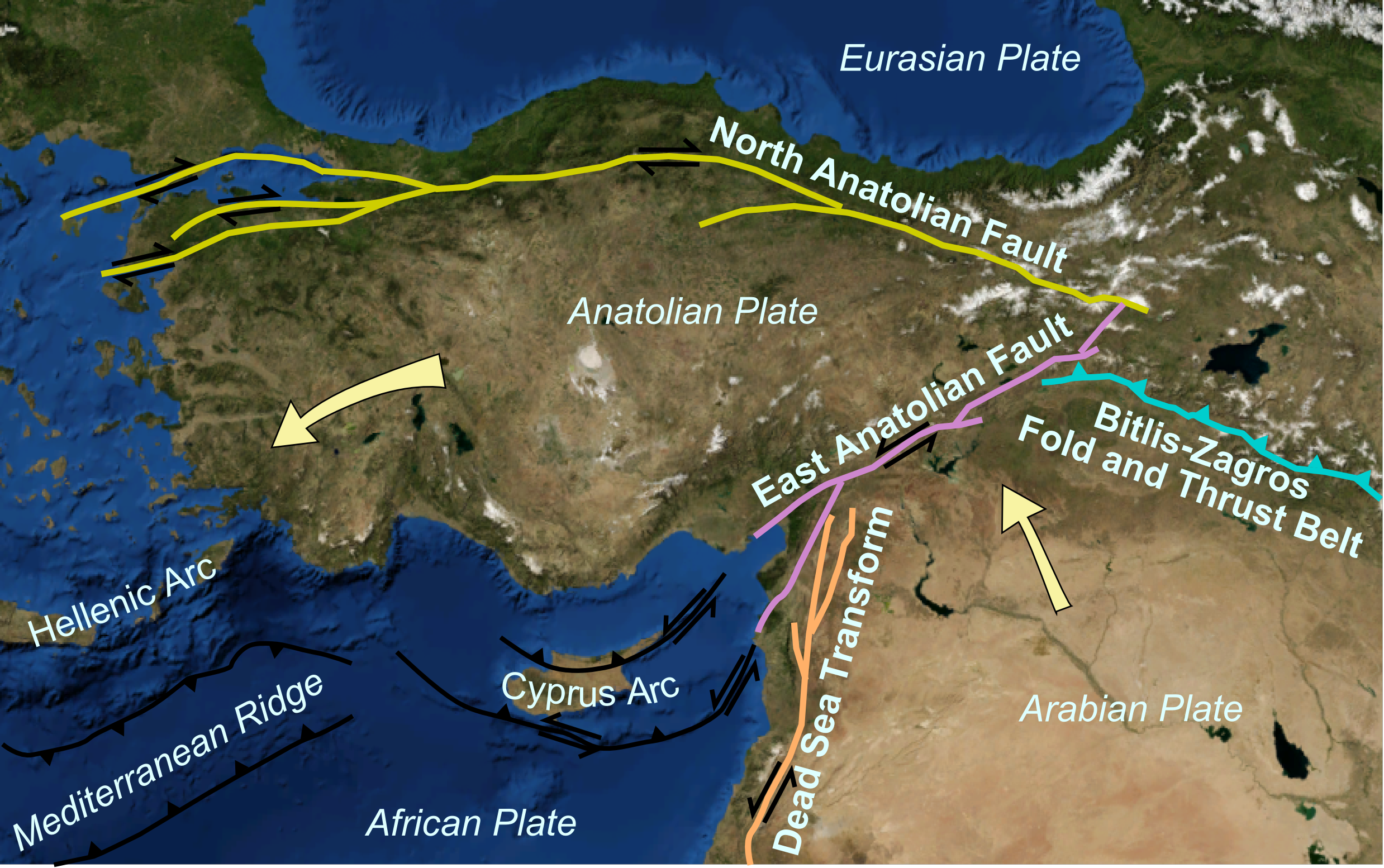
아나톨리아판과 이번 본진이 발생한 동아나톨리아 단층(East Anatolian Fault)의 모습.

### 지질 구조
지진이 발생한 지역은 아나톨리아판, 아라비아판, 아프리카판 3개 판이 서로 부딪히는 삼중합점 인근에서 발생했다. 지진의 매커니즘과 진앙은 동아나톨리아 단층대(EAFZ) 혹은 사해 변환단층대(DST)에서 발생하는 지진들과 유사하다. 동아나톨리아 단층에선 튀르키예 지역을 에게해판 방향으로 서쪽을 향해 밀고 있으며, 사해 변환단층은 아라비아판을 유라시아판과 아프리카판의 북쪽으로 밀고 있다.
본진이 일어난 동아나톨리아 단층은 아라비아판과 아나톨리아판이 서로 부딪히는 곳으로 총 길이 약 700 km의 주향이동단층이다. 이 단층은 동쪽에서는 1년에 약 10 mm씩, 서쪽에서는 1년에 약 1-4 mm씩 미끄러지며 이동한다. 이 단층에서 일어났던 주요 지진으로는 1789년 Mw7.2 지진, 1795년 Mw7.0 지진, 1872년 Mw7.2 지진, 1874년 Mw7.1 지진, 1875년 Mw6.7 지진, 1893년 Mw7.1 지진, 2020년 Mw6.8 지진 등이 있다. 이 지진은 전부 단층의 각각의 세그먼트(segment; 분절)가 파괴된 지진이다. 지진 활동이 활발한 튀르키예 동쪽의 팔루 단층과 퓌튀르게 단층에서는 약 150년을 주기로 규모 M6.8-7.0의 지진이 일어난다. 이보다 서쪽의 파자르스크 단층과 아마노스 단층은 각각 237-772년과 414-917년 주기로 규모 M7.0-7.4의 지진이 발생한다.
사해 변환단층은 남쪽에서는 홍해에서부터 북쪽으로는 동아나톨리아 단층대와 만나는 마라스 삼중합점까지 이어진다. 튀르키예 남부에 있는 좌향 주향이동단층의 북부 세그먼트는 역사적으로 일어났던 14차례 대지진이 일어났던 단층이다. 가장 강력했던 두 지진은 1822년과 1872년 두 차례인데, 1872년 아미크 지진의 경우에는 최소 1,800명이 지진으로 사망했다. 그 외에 일어났던 대지진으로는 115년, 526년경, 587년, 1170년경, 1822년 지진으로 각 지진으로 수만에서 수십만명의 사망자가 발생했다.

### 진앙의 지진 활동
이번 본진이 발생한 지역은 지진학적으로 비교적 지진 활동이 적은 지역이다. 1970년 이후 본진이 발생한 진앙에서 반경 250 km 이내에 규모 M6 이상의 지진이 발생한 때는 단 세 차례이다. 이 중 가장 큰 규모 M6.7의 지진은 2020년 엘라지 지진으로 본진이 발생한 진앙의 동북쪽 너머에서 일어났다. 이 세 지진 모두 동아나톨리아 단층대 위에서 일어났거나 바로 인근에서 일어난 지진이다. 이번 본진이 일어난 곳은 지진 활동이 거의 없었던 곳이었지만, 그 외 터키 남부와 시리아 북부 지역은 역사적으로 강한 규모의 지진이 덮쳤던 적이 있었다. 시리아에서 두 번째로 큰 도시인 알레포는 여러 차례 대지진으로 큰 피해를 입었지만, 정확한 지진의 규모와 그 피해는 밝혀지지 않았으며 대략적인 영향만 파악하고 있다. 알레포에서는 1138년에 규모 M7.1의 지진이, 1822년에는 규모 M7.0의 지진이 발생했었다. 1822년 지진의 사망자수는 2만 명에서 6만 명 사이로 추정된다. 또한 1114년에는 마라시에서 지진이 일어나 4만 명 이상이 사망했다.

## 지진

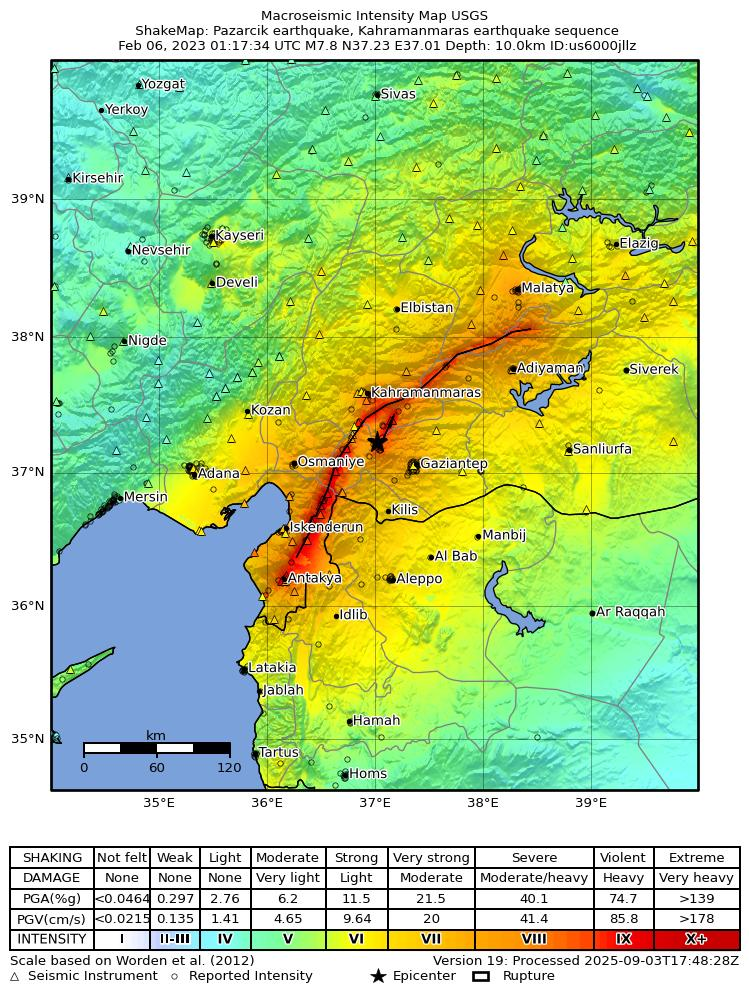
7.8 지진의 강지진동 분포.

미국 지질조사국(USGS)에 따르면 본진의 규모는 모멘트 규모 Mww7.8이다. 진앙은 튀르키예와 시리아의 국경 지역에 있는 도시인 튀르키예 가지안테프 인근에서 발생했다. 발진기구의 해석에 따르면 주향이동단층형 지진이다. 단층은 서북-동남쪽 방향을 축으로 한 동북쪽 경사단층형 지진이거나 서북-동남쪽 방향을 축으로 한 서북쪽 경사단층형 지진으로 추정된다. 본진 직후 규모 M6.7의 여진이 발생했다.
USGS에 따르면 파열된 단층의 길이는 약 190 km, 폭은 약 25 km로 파악했다. 사우디아라비아의 압둘라 국왕 과학기술대학교의 한 교수는 이번 지진으로 파열된 단층 길이가 최대 300 km라고 추정했다. 본진의 규모는 1939년 에르진잔 지진과 같은 튀르키예 역사상 가장 강한 규모의 지진이며, 전 세계적으로도 2021년 사우스샌드위치 제도 지진 이후 가장 큰 규모의 지진이다.

### 전진
본진 발생 3일 전 규모 M4.2의 전진이 본진과 같은 지역에서 발생했다.

### 여진과 유발지진

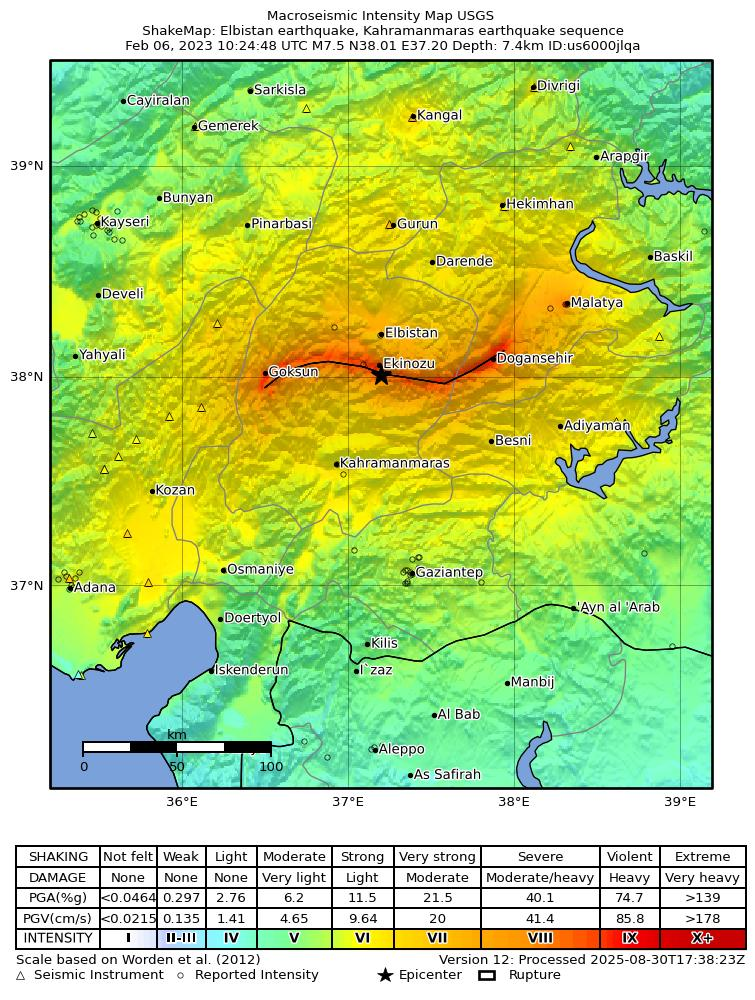
7.5 최대 유발지진의 강지진동 분포.

본진이 일어난 지 11분 후에 규모 6.7 여진이 발생했다. 규모 7.5의 유발지진은 9시간 후에 발생했다. USGS에 따르면 본진이 발생한 지 6시간 이내에 규모 4.0 이상의 여진이 25회 발생했으며 12시간 이내에 총 54회의 여진이 발생했다고 집계했다.
본진 이후 발생한 최대지진의 규모는 GEOSCOPE와 GCMT의 관측에 따르면 규모 Mww7.5 혹은 Mw7.7로 관측되었다. UTC 기준 10시 24분에 일어났으며 진앙은 카흐라만마라시주 엘비스탄 북북동쪽 4 km 지점이다. 발진기구는 동서 방향을 축으로 하고 북쪽 수직 성분이 존재하는 단층으로 밝혀졌다. USGS에 따르면 지진이 본진과는 별도의 단층 세그먼트에서 난 지진으로 길이는 약 120 km, 너비는 약 18 km이며 대부분의 초기 지진 보고서에서는 여진이 아닌, 본진의 자극을 받아 발생한 다른 단층에서 일어난 유발지진으로 해석했다. 지진을 일으킨 단층은 동아나톨리아 주 단층과는 별개의 단층이다. 이후 규모 M6.0의 여진이 이어졌다.
오스트레일리아 지진학 연구 센터에서는 작은 규모의 여진은 1년간 이어질 것으로 예상했으며, 강한 여진의 경우 본진 발생 이후 며칠에서 수 주 후에도 발생할 수 있다고 말했다.
| 날짜                                        | 시간 (UTC) | M   | MMI  | 깊이              | Ref.   |
| ------------------------------------------- | ---------- | --- | ---- | ----------------- | ------ |
| 2월 6일                                     | 01:26      | 5.6 | VII  | 17.0 km (10.6 mi) | [ 35 ] |
| 2월 6일                                     | 01:28      | 6.7 | VIII | 14.5 km (9.0 mi)  | [ 25 ] |
| 2월 6일                                     | 01:36      | 5.6 | VII  | 10.0 km (6.2 mi)  | [ 36 ] |
| 2월 6일                                     | 01:58      | 5.1 | -    | 10.0 km (6.2 mi)  | [ 37 ] |
| 2월 6일                                     | 02:03      | 5.5 | VII  | 10.0 km (6.2 mi)  | [ 38 ] |
| 2월 6일                                     | 02:23      | 5.2 | IV   | 11.4 km (7.1 mi)  | [ 39 ] |
| 2월 6일                                     | 04:18      | 5.0 | VI   | 14.5 km (9.0 mi)  | [ 40 ] |
| 2월 6일                                     | 10:24      | 7.5 | IX   | 10.0 km (6.2 mi)  | [ 29 ] |
| 2월 6일                                     | 10:26      | 6.0 | VII  | 20.1 km (12.5 mi) | [ 41 ] |
| 2월 6일                                     | 10:35      | 5.8 | VII  | 10.0 km (6.2 mi)  | [ 42 ] |
| 2월 6일                                     | 10:51      | 5.7 | VII  | 10.0 km (6.2 mi)  | [ 43 ] |
| 2월 6일                                     | 11:01      | 5.0 | VI   | 10.0 km (6.2 mi)  | [ 44 ] |
| 2월 6일                                     | 11:05      | 5.2 | IV   | 10.0 km (6.2 mi)  | [ 45 ] |
| 2월 6일                                     | 12:02      | 6.0 | VII  | 10.0 km (6.2 mi)  | [ 46 ] |
| 2월 6일                                     | 13:07      | 5.0 | VII  | 17.1 km (10.6 mi) | [ 47 ] |
| 2월 6일                                     | 13:39      | 5.1 | VII  | 10.0 km (6.2 mi)  | [ 48 ] |
| 2월 6일                                     | 13:44      | 5.0 | VI   | 10.0 km (6.2 mi)  | [ 49 ] |
| 2월 6일                                     | 15:14      | 5.3 | V    | 10.0 km (6.2 mi)  | [ 50 ] |
| 2월 6일                                     | 15:33      | 5.2 | -    | 8.8 km (5.5 mi)   | [ 51 ] |
| 2월 6일                                     | 16:43      | 5.0 | VI   | 10.0 km (6.2 mi)  | [ 52 ] |
| 2월 6일                                     | 18:04      | 5.3 | VI   | 10.0 km (6.2 mi)  | [ 53 ] |
| 2월 6일                                     | 20:38      | 5.3 | III  | 10.0 km (6.2 mi)  | [ 54 ] |
| 2월 6일                                     | 20:44      | 5.0 | -    | 10.0 km (6.2 mi)  | [ 55 ] |
| 2월 6일                                     | 21:58      | 5.1 | II   | 10.0 km (6.2 mi)  | [ 56 ] |
| 2월 7일                                     | 03:13      | 5.5 | VII  | 10.0 km (6.2 mi)  | [ 57 ] |
| 2월 7일                                     | 07:11      | 5.4 | VII  | 10.0 km (6.2 mi)  | [ 58 ] |
| 2월 7일                                     | 10:18      | 5.4 | VII  | 10.0 km (6.2 mi)  | [ 59 ] |
| 2월 7일                                     | 15:48      | 5.0 | VII  | 8.3 km (5.2 mi)   | [ 60 ] |
| 2월 7일                                     | 18:10      | 5.3 | IV   | 18.1 km (11.2 mi) | [ 61 ] |
| 2월 8일                                     | 11:11      | 5.4 | VI   | 7.5 km (4.7 mi)   | [ 62 ] |
| 2월 8일                                     | 14:20      | 5.1 | –    | 5.9 km (3.7 mi)   | [ 63 ] |
| 2월 16일                                    | 19:47      | 5.2 | V    | 10.0 km (6.2 mi)  | [ 64 ] |
| 2월 18일                                    | 22:31      | 5.0 | III  | 10.1 km (6.3 mi)  | [ 65 ] |
| 2월 20일                                    | 17:04      | 6.3 | IX   | 16.0 km (9.9 mi)  | [ 66 ] |
| 2월 20일                                    | 17:07      | 5.5 | VI   | 10 km (6.2 mi)    | [ 67 ] |
| 규모 7.0 이상 규모 6.0 ~ 6.9 규모 5.4 ~ 5.9 |            |     |      |                   |        |

## 쓰나미
이탈리아 민방위부에서는 지진 직후 이탈리아 연안 전 지역에 지진해일 주의보를 발령하고 해안 지역에 큰 파도가 올 수 있다고 경고했다. 그 외에도 알바니아, 크로아티아, 키프로스(북/남키프로스 전 섬), 이집트, 그리스, 이스라엘, 이탈리아, 레바논, 리비아, 몰타, 몬테네그로, 팔레스타인, 시리아, 튀니지, 튀르키예 해안 지역에 지진해일 주의보가 발령되었다가 해제되었다.
지진으로 북키프로스 파마구스타에서는 최대 17 cm, 튀르키예 메르신주에서는 최대 13 cm의 쓰나미가 관측되었다.

## 피해
최소 57,740명이 사망했는데, 이 중 48,440명이 튀르키예에서, 시리아에서 최소 9,300명이 사망했다.

### 튀르키예

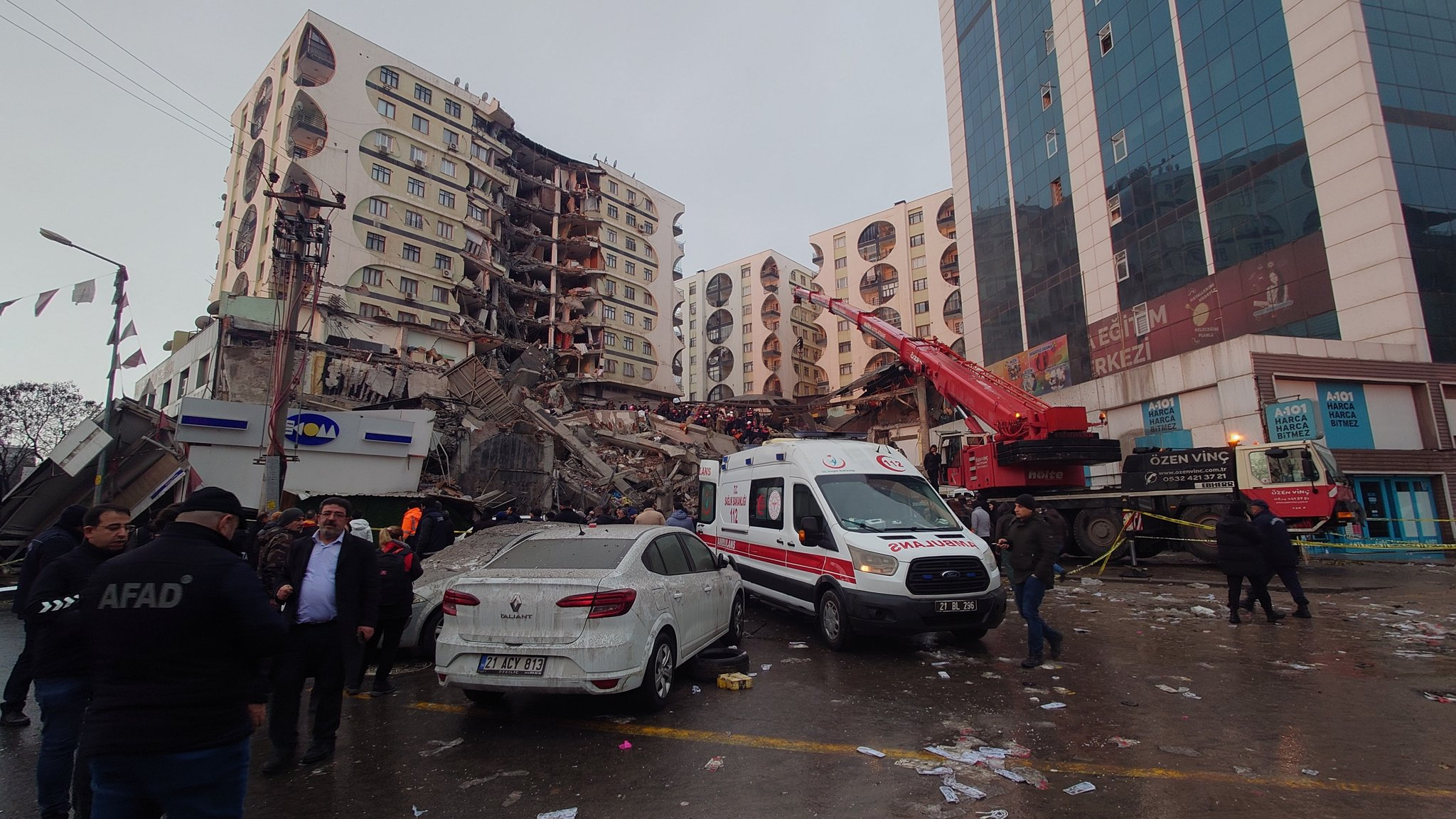
파괴된 디야르바키르 갤러리아 비즈니스 센터

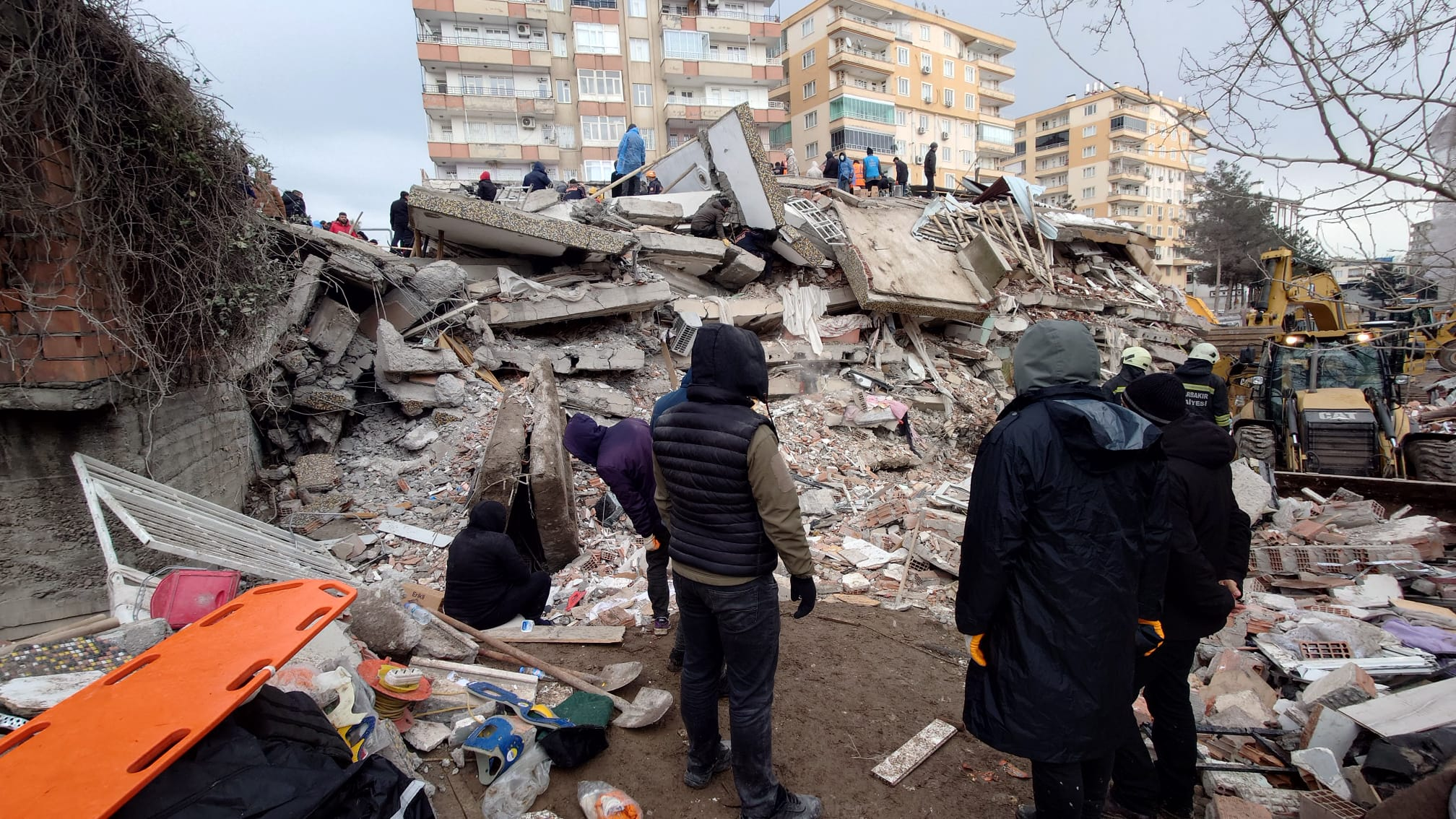
지진으로 인하여 붕괴된 디야르바키르 건물 잔해

튀르키예에서는 10개 주에서 총 6,234명이 사망하고 37,011명 이상이 부상을 입었다. 지진의 영향을 입은 사람은 1,350만명이고 피해 건물은 4백만 채에 달한다. 건물이 붕괴되어 수천명이 잔해에 갇혔다. 갇힌 사람들 중 일부는 소셜 네트워크 서비스에 도움을 요청하는 라이브 스트리밍을 열기도 했다.
튀르키예 전역 총 10개 주에서 6,217채의 건물이 붕괴되었다. 아드야만과 디야르바키르에서는 대부분의 건물이 붕괴되었다. 디야르바키르 중심부의 쇼핑몰도 붕괴되었다. 오스마니예주 주지사는 주 안에서만 총 34채의 건물이 붕괴되었다고 보고했다.
말라티아에서도 최소 300채의 건물이 붕괴되었다. 말라티아 에르하치 공항도 공항 터미널 천장이 일부 붕괴되는 피해를 입었다. 말라티아의 13세기부터 이어진 모스크 건물도 붕괴되었으며, 가지안테프에 있는 시르바니 모스크도 붕괴되었다. 고대의 가지안테프 성도 대부분이 붕괴되는 피해를 입었다. 가지안테프 곳곳에서 화재가 발생했다.
하타이주에서는 최소 1,200채의 건물이 붕괴되었다. 하타이 공항의 활주로도 갈라지고 어긋나는 피해를 입었다. 2개 지역병원과 경찰서가 붕괴되는 피해를 입었으며, 하타이를 지나는 가스 파이프도 폭발했다. 하타이 공화국의 의회 건물로 쓰였던 구 의회 건물도 붕괴되었다. 안타키아에서도 큰 피해가 발생해 건물 수백 채와 병원이 붕괴되었다. 안타키아의 귀젤부르치 지구에서만 수십 채의 건물이 붕괴되었다.
축구 선수 크리스천 아추가 지진으로 실종되었다가 구조된 뒤 병원에서 회복했다는 보도가 나왔지만, 이는 오보로 밝혀지며 결국 지진으로 인해 사망하였다.

### 시리아
국제 구호 위원회(IRC)에 따르면 반정부군 장악 지역은 눈보라가 덮치고 콜레라 유행이 번지는 가운데 지진이 덮쳤다고 말했다. 시리아 제2의 도시인 알레포는 지진으로 건물 최소 46채가 붕괴되었다. 유물 및 박물관 총국장에 따르면 도시 전역의 여러 고고학 유적지에 광범위한 금이 가거나 붕괴되는 피해를 입었다고 말했다. 튀르키예 국경마을인 라조에서는 교도소의 벽과 문에 금이 가는 피해를 입었다. 이 과정에서 ISIS 대원으로 추정되는 죄수 20명 이상이 탈옥했다.
하마에서는 8층 건물이 붕괴되어 125명이 안에 갇혔다. 다마스쿠스에서도 강한 진동이 느껴져 많은 사람들이 집 밖으로 도망갔다. 시리아 내에 있는 대부분의 건물은 12년간 지속된 내전으로 이미 대부분 피해를 입었다. 십자군이 지었던 마가트성도 탑 일부와 성벽이 무너지는 등의 피해를 입었다. 알레포 요새도 지진으로 큰 피해를 입었다. 시리아 내에서만 어도비 건물 490채가 붕괴되었거나 손상을 입었고 시리아 서북부의 건물 수천 채가 피해를 입었다.

### 외국인 사상자
- 튀르키예 이스탄불에 소재한 한 대학에 재학 중인 한국인 유학생이 실종되었다가 발견되었다.[97]
- 크리스천 아추 - 지진으로 인한 사망상태로 발견되었다.[98]

### 기타 국가
레바논에서는 곳곳에서 주민들이 잠에 깼다. 레바논의 건물은 최대 40초가량 흔들렸다. 베이루트에서는 주민들이 집을 나와 길거리에 머물거나 차량을 타고 건물에서 대피했다. 전반적으로 지진이 레바논에 미친 영향은 적긴 했지만 미니예흐, 엘미나, 부르즈함무드에서는 일부 건물이 손상을 입었고 라샤야에서는 건물 1채가 무너졌다.
이스라엘의 아슈도드에서는 건물 기둥에 금이 가 주민들이 대피했고, 키프로스의 니코시아에서는 일부 창문에 금이 가고 한 집의 벽이 무너져 차량 두 대가 파손되는 피해가 발생했다.
유럽 지중해 지진 센터(EMSC)에서는 지진의 진동이 아르메니아, 이집트, 조지아, 그리스, 이라크, 이스라엘, 요르단, 팔레스타인, 러시아에서도 감지되었다고 발표했다. 특히 이라크에서는 천장 팬이나 액자같이 벽에 매달린 물체가 심하게 흔들릴 정도의 진동이 느껴졌다. 이라크의 여러 주민들이 집 밖을 나와 대피하다가 집에 들어가도 좋다는 안내방송을 받은 이후에야 돌아갔다. 수 시간 후 발생한 큰 여진으로 건물에서 긴급 대피하는 사람들도 나왔으나 사상자가 보고되진 않았다. 진앙에서 5,509 km 떨어져 있는 덴마크 및 그린란드 지질조사국에서도 지진의 진동을 감지했다고 보고했다.

## 같이 보기
- 아나톨리아판
- 튀르키예의 지진 목록